# Brownea santanderensis
Espèce
Statut de conservation UICN

 EN B1+2c : En danger
Brownea santanderensis est une espèce de plantes à fleurs de la famille des Fabaceae. C'est un arbuste originaire de Colombie. Son nom d'espèce fait référence au département de Santander, en Colombie.

## Publication originale
- Caldasia 18(86): 19, 21. 1995[1996].